# PM Metafile
Presentation Manager Metafile (MET) ist ein proprietäres Metadatei-Grafikformat der Unternehmen IBM und Microsoft.
Es wurde entwickelt für den Austausch von Grafiken über verschiedene Programme hinweg und findet unter anderem Verwendung in der OS/2-Zwischenablage und dem Dienstprogramm Bilddateien anzeigen. Werden Grafiken im MET-Format abgespeichert, so tragen die Dateien die Dateinamenserweiterung „.met“. MET ist ein 16-bit-Format, das bereits mit OS/2 1.1 eingeführt wurde.
MET ist ein vektorbasiertes Dateiformat. Das heißt, scharfe Kanten bleiben auch nach beliebiger Vergrößerung scharf. Zusätzlich können Flächen mit Rastergrafik gefüllt werden.
Eine Metadatei enthält eine Anzahl von Attributen, mit denen oft Eigenschaften wie Form, Farbe und Größe einer Zeichnung festgelegt werden. Zum Beispiel werden unter OS/2 auch Druckjobs von den Druckertreibern des Presentation Managers im Metadateiformat gespeichert, bevor sie zum Drucker gesendet werden. MET-Dateien dienen hauptsächlich der Speicherung und dem Transport von Grafikinformationen, die mit der OS/2-Präsentationsmanager-GUI verbunden sind. Selten sind MET-Dateien außerhalb der OS/2-Umgebung zu finden.